# 零陵郡
零陵郡（れいりょう-ぐん）は、中国にかつて存在した郡。漢代から唐代にかけて、現在の湖南省南西部および広西チワン族自治区北東部にまたがる地域に設置された。

## 概要
紀元前111年（元鼎6年）、零陵郡が立てられた。前漢の零陵郡は荊州に属し、零陵・営道・始安・夫彝・営浦・都梁・泠道・泉陵・洮陽・鍾武の10県を管轄した。王莽のとき、九疑郡と改称された。
後漢が建てられると、零陵郡の称にもどされた。零陵郡は泉陵・営道・営浦・泠道・洮陽・都梁・夫彝・始安・重安・湘郷・昭陽・烝陽の13県を管轄した。
晋のとき、零陵郡は泉陵・祁陽・零陵・営浦・洮陽・永昌・観陽・営道・舂陵・泠道・応陽の11県を管轄した。
南朝宋のとき、零陵郡は湘州に属し、泉陵・洮陽・零陵・祁陽・応陽・観陽・永昌の7県を管轄した。
南朝斉のとき、零陵郡は泉陵・洮陽・零陵・祁陽・応陽・観陽・永昌の7県を管轄した。
589年（開皇9年）、隋が南朝陳を滅ぼすと、零陵郡は廃止されて、永州に編入された。607年（大業3年）に州が廃止されて郡が置かれると、永州は零陵郡と改称された。零陵郡は零陵・湘源・永陽・営道・馮乗の5県を管轄した。
621年（武徳4年）、唐が蕭銑を平定すると、零陵郡は永州と改められ、零陵・湘源・祁陽・灌陽の4県を管轄した。742年（天宝元年）、永州は零陵郡と改称された。758年（乾元元年）、零陵郡は永州と改称され、零陵郡の呼称は姿を消した。